# ۱۷ شهریور
۱۷ شهریور صد و هفتاد و دومین روز سال در گاه‌شماری خورشیدی است. به پایان سال ۱۹۳ روز (۱۹۴ روز در سال کبیسه) باقی‌است.

## رویدادها
- ۱۱۷۴ - آغاز نبرد کرتسانیسی
- ۱۲۸۵ - توشیح نظامنامه انتخابات اصنافی توسط مظفرالدین‌شاه قاجار
- ۱۲۸۵ - برکناری عین‌الدوله از رئیس‌الوزرایی توسط مظفرالدین‌شاه
- ۱۳۰۷ - افتتاح بانک ملی ایران
- ۱۳۹۴ - رقابت ۱۷ شهریور ۱۳۹۴ تیم ملی فوتبال ایران با تیم ملی فوتبال هند در مرحله مقدماتی جام جهانی فوتبال ۲۰۱۸ (آسیا) و جام ملت‌های آسیا ۲۰۱۹
- ۱۳۹۷ - حمله موشکی سپاه پاسداران به مقر حزب دموکرات کردستان

## زادروزها
- ۱۲۷۹ - محمود حلبی، از بنیانگذاران انجمن حجتیه
- ۱۲۸۹ - جعفر شریف‌امامی، نخست‌وزیر ایران در دو دوره و رئیس مجلس سنای ایران
- ۱۳۳۴ - رسول ملاقلی‌پور، کارگردان، تهیه‌کننده و فیلم‌نامه‌نویس
- ۱۳۳۴ - سید مجتبی خامنه‌ای، پسر دوم سید علی خامنه‌ای
- ۱۳۴۹ - ناتاشا امیری، داستان‌نویس و منتقد ادبی
- ۱۳۵۱ - کیوان علیمحمدی، کارگردان و فیلم‌نامه‌نویس
- ۱۳۵۴ - علی باغمیشه، بازیکن فوتبالیست
- ۱۳۵۸ - مصطفی احمدی روشن، دانشمند فیزیک هسته‌ای
- ۱۳۵۸ - آیدا پناهنده، کارگردان و فیلم‌نامه‌نویس
- ۱۳۵۹ - عباس جمشیدی‌فر، بازیگر
- ۱۳۶۲ - سیامک سرلک، بازیکن فوتبال
- ۱۳۶۴ - موعود بنیادی‌فر، داور فوتبال
- ۱۳۶۶ - محسن ابراهیم‌زاده، خوانندهٔ پاپ
- ۱۳۶۷ - زکریا یوسفی، نوازنده سازهای کوبه‌ای
- ۱۳۶۷ - احمد اسماعیل‌پور، بازیکن فوتسال
- ۱۳۶۷ - محسن دلواری، بازیکن فوتبال

## درگذشت‌ها
- ۱۳۵۰ - صادق رضازاده شفق، استاد دانشگاه
- ۱۳۹۵ - فرهنگ شریف، نوازندهٔ تار
- ۱۳۹۷ - زانیار مرادی، زندانی سیاسی
- ۱۳۹۷ - رامین حسین‌پناهی، زندانی سیاسی
- ۱۳۹۷ - لقمان مرادی، زندانی سیاسی